# 북구 갑 (1988년 부산 선거구)
북구 갑은 대한민국의 옛 국회의원 선거구이다. 당시 부산광역시 북구 지역의 일부 지역을 관할했다.

## 역사
제13대 국회의원 선거를 앞두고 북구 선거구가 갑, 을로 분구되면서 신설되었다.
1995년 3월, 북구의 일부 지역이 사상구로 분리되었다. 이에 제15대 국회의원 선거를 앞두고 사상구로 넘어간 모라동을 사상구 갑 선거구에 내주었으며 나머지 북구 갑 지역은 강서구 선거구와 통합되어 북구·강서구 갑, 북구·강서구 을 선거구를 형성하게 되며 폐지되었다.

## 역대 국회의원
| 선거   | 정당 | 정당       | 의원   |
| ------ | ---- | ---------- | ------ |
| 1988년 |      | 통일민주당 | 문정수 |
| 1992년 |      | 민주자유당 | 문정수 |

## 역대 선거 결과

### 대한민국 제13대 국회의원 선거
|  | 57.09% |

|  | 25.16% |

|  | 17.00% |

|  | 0.72% |

### 대한민국 제14대 국회의원 선거
|  | 48.75% |

|  | 24.68% |

|  | 18.68% |

|  | 7.88% |